# Westchester-County-Tornado 2006
| Westchester County Tornado (2006) | Westchester County Tornado (2006)                                               |
| --------------------------------- | ------------------------------------------------------------------------------- |
| Schwer beschädigtes Lagerhaus     |                                                                                 |
| Datum                             | 12. Juli 2006, 15:30 – 16:03 Uhr EDT                                            |
| Stärke (Fujita-Skala)             | F2                                                                              |
| Gesamtschaden                     | geschätzte 12.100.000 US-Dollar (2006)                                          |
| Gesamtopfer                       | keine Toten, 6 Verletzte                                                        |
| Betroffenes Gebiet                | Rockland County und Westchester County, New York; Fairfield County, Connecticut |

Der Westchester-County-Tornado 2006 war der stärkste und größte Tornado in der Geschichte des Westchester County, New York. Er landete am 12. Juli 2006 um 15:30 Uhr EDT (19:30 Uhr UTC) zunächst im Rockland County und wanderte während der folgenden 33 Minuten über eine Strecke von 21 km bis in den Südwesten von Connecticut. Der Tornado erreichte am Ufer des Hudson River Bodenkontakt, den er dann während der nächsten fünf Kilometer als Wasserhose überquerte. Am anderen Ufer gelangte der Tornado in das Westchester County, wo er Sleepy Hollow als F1-Tornado traf. Beim Durchqueren der Town intensivierte sich der Wirbelsturm zu einem F2-Tornado und sein Durchmesser wuchs auf fast 400 m. Der Tornado zog weiter durch das County, beschädigte zahlreiche Bauwerke, bis er um 16:01 Uhr EDT (20:01 Uhr UTC) die Grenze zu Connecticut überquerte. Kurz nach dem Erreichen dieses Bundesstaates löste sich der Tornado um 16:03 Uhr EDT (20:03 Uhr UTC) in Greenwich auf. Als der Tornado das Westchester County erreichte, war dies der achte bekannte Tornado seit 1950, der in diesem County Bodenkontakt erreichte oder in es hineinzog.
Zwei Scheunen und ein Lagerhaus wurden durch den Tornado zerstört, ebenso ein großes Buntglasfenster. Zahlreiche Häuser und Gewerbebetriebe wurden beschädigt sowie tausende von Bäumen entwurzelt. Durch den Sturm wurde kein Mensch getötet, es gab jedoch sechs Leichtverletzte. Der Sachschaden wurde auf 12,1 Millionen US-Dollar (in heutigen Preisen 16,3 Millionen US-Dollar).

## Meteorologische Übersicht

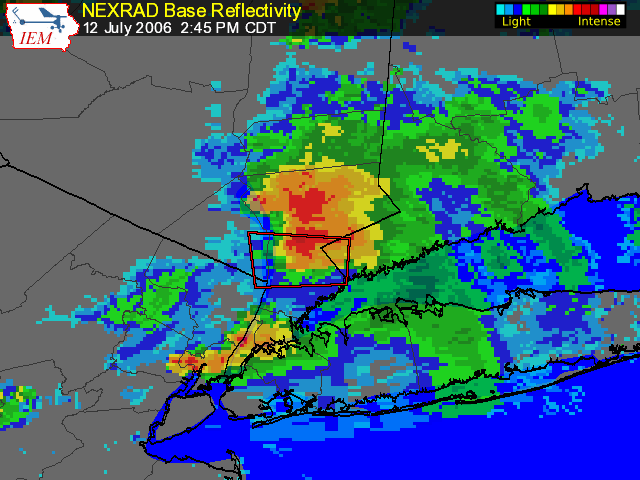
Wetterradar-Aufnahme der den Tornado erzeugenden Superzelle von 15:45 Uhr Ortszeit (19:45 Uhr UTC)

Am 12. Juli 2006 bildete sich über dem Osten von New Jersey eine Superzellengewitter, das mit einem Tiefdruckgebiet im Südwesten von Ontario in Verbindung stand. Die Erwärmung der Luft in der Tri-State Region führte zu einer mäßigen Instabilität, einem Schlüsselfaktor bei der Entstehung von Platzregen und Gewittern. Da die Bedingungen für die Entstehung eines Tornados günstig erschienen, gab das Storm Prediction Center um 12:40 Uhr EDT (16:40 Uhr UTC) Tornadovorwarnungen aus. Gegen 14:00 Uhr Ortszeit (18:00 Uhr UTC) entstand in der Nähe von Carlstadt ein starkes Gewitter, das eine dreiviertel Stunde später einen Rüssel ausbildete, allerdings keinen gemeldeten Schaden verursachte. Dieses Gewitter intensivierte sich und entwickelte sich zu einer Superzelle, als es New York erreichte. Etwa 15 Minuten später wurde für den Süden von Rockland und Westchester County eine Tornadowarnung ausgegeben, die bis 16:15 Uhr EDT (20:15 Uhr UTC) in Kraft blieb. Gegen 15:30 Uhr EDT (19:30 Uhr UTC) landete ein F1-Tornado am Hudson River in der Nähe von Grand View-on-Hudson im Rockland County. Der zu diesem Zeitpunkt einen Durchmesser von knapp 100 m große Tornado traf auf einen Bootsanleger, bevor er zu seiner rund fünf Kilometer langen Reise als Wasserhose über den Fluss ansetzte. Der Tornado führte nahe an der Tappan Zee Bridge vorbei und erreichte das Westchester County. Im Westchester County handelte es sich um den achten dort aufgezeichneten Tornado.
Der Tornado erreichte gegen 15:37 Uhr EDT (19:37 Uhr UTC) die Town of Sleepy Hollow; zwei Minuten später wurde an der Peripherie des Tornados eine Bö mit einer Windgeschwindigkeit von 93 km/h registriert. Als sich der Tornado der New York State Route 9A näherte, intensivierte er sich zu einem F2-Tornado, erzeugte Windgeschwindigkeiten von bis zu 252 km/h und traf ein Lagerhaus. Zu dieser Zeit hatte der Tornado Schätzungen zufolge einen Durchmesser von rund 275 m und war der stärkste Tornado, der jemals im Westchester County verzeichnet wurde. Kurz darauf schwächte sich der Tornado ab. Die Länge der Zugbahn durch das Westchester County wurde auf rund 13 km gemessen. Nach der Überquerung der Bundesstaatsgrenze ins Fairfield County von Connecticut schwächte sich der Tornado weiter ab, bevor der Rüssel um 16:03 Uhr EDT (20:03 Uhr UTC) in Greenwich den Kontakt mit dem Boden verlor, nachdem der Tornado rund 3,5 km durch Connecticut gezogen war. Möglicherweise landete der Tornado kurz darauf in der Nähe des Merritt Parkway noch einmal. Insgesamt legte der Tornado in den beiden Bundesstaaten am Boden innerhalb von 33 Minuten eine Strecke von knapp 21 km zurück.

## Auswirkungen

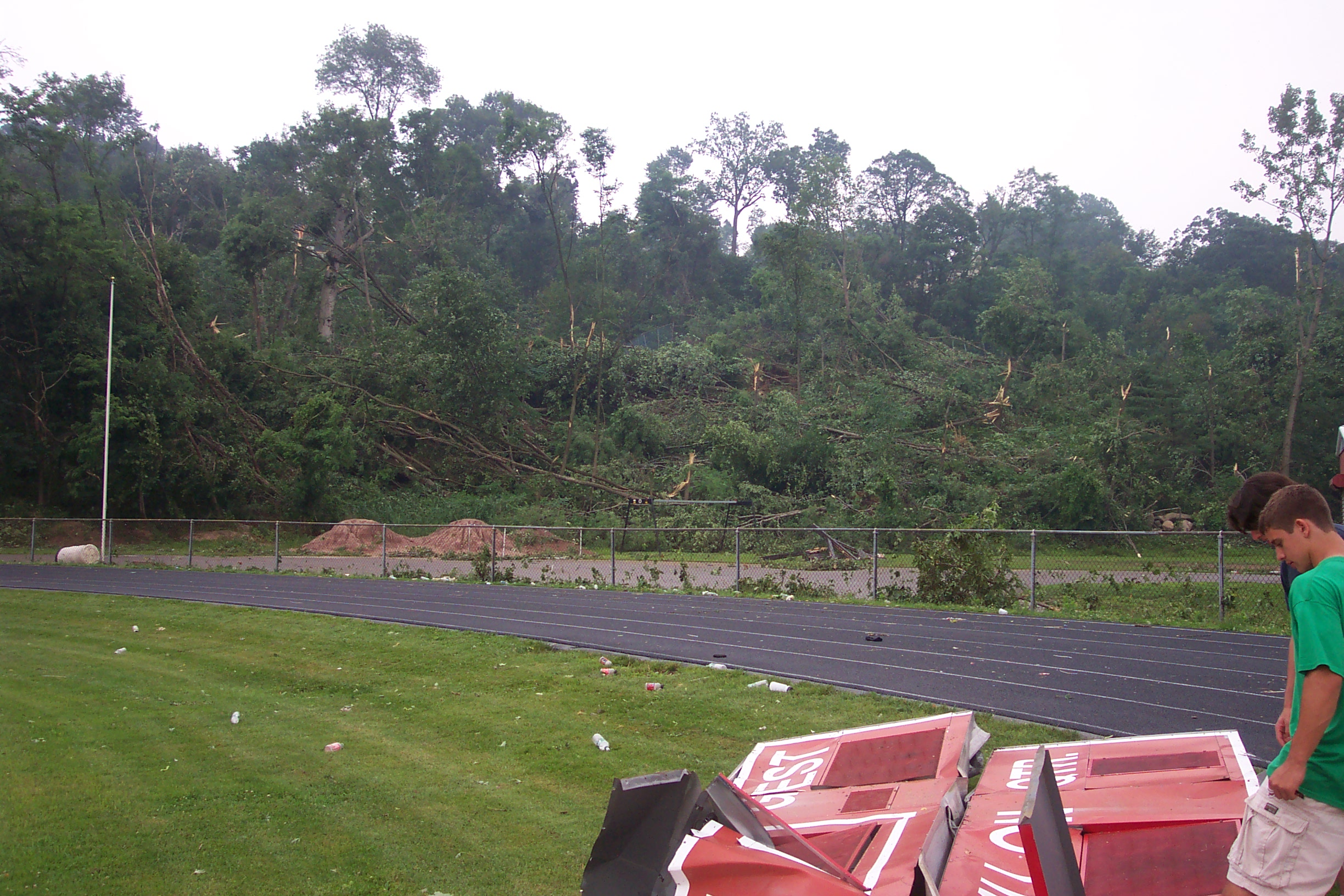
Tornadoschäden in der Nähe eines Waldgebietes

Auf seinem Weg durch Rockland und Westchester County in New York sowie Fairfield County in Connecticut entwurzelte der Tornado tausende von Bäumen, beschädigte mehrere Bauwerke, darunter zwei Scheunen und ein Lagerhaus. Sechs Personen wurden leicht verletzt. Der Gesamtsachschadenssumme wurde mit 12,1 Millionen US-Dollar (in Preisen von 2006 ; in heutigen Preisen 17,3 Millionen US-Dollar) ermittelt.
Im Rockland County war der Sachschaden gering. Ein Bootsanleger und ein Boot wurden durch den Tornado beschädigt. Nachdem der Wirbelsturm den Hudson River überquert hatte, gelangte er ins Westchester County, wo die meisten Sachschäden entstanden. Er traf auf die Town of Sleepy Hollow, wo er Dächer beschädigte und die Außenwandverkleidungen zahlreicher Wohnhäuser und Gewerbebetriebe abriss. Ein drei Meter hohes Buntglasfenster aus dem 19. Jahrhundert in der St. Teresa of Avila Church zerbrach. Danach traf der Tornado nun in der Kategorie F2 auf die Town of Pocantico Hills. Mehrere Bäume wurden entwurzelt und zwei Scheunen zerstört. Das California Closet Warehouse wurde schwer beschädigt; zwei Betonmauern des Gebäudes wurden zerstört. Ein Treppenhaus im Innern, das einige Beschäftigte als Zuflucht genutzt hatten, stürzte ein und verletzte vier Personen. Einige Betonblöcke des Gebäudes wurden weggeblasen und trafen auf in der Nähe geparkte Autos. Das Dach eines Comfort Inn in der Nähe wurde zum Teil abgedeckt. Nach der Ausgabe einer Tornadowarnung wurde eine Schule evakuiert.

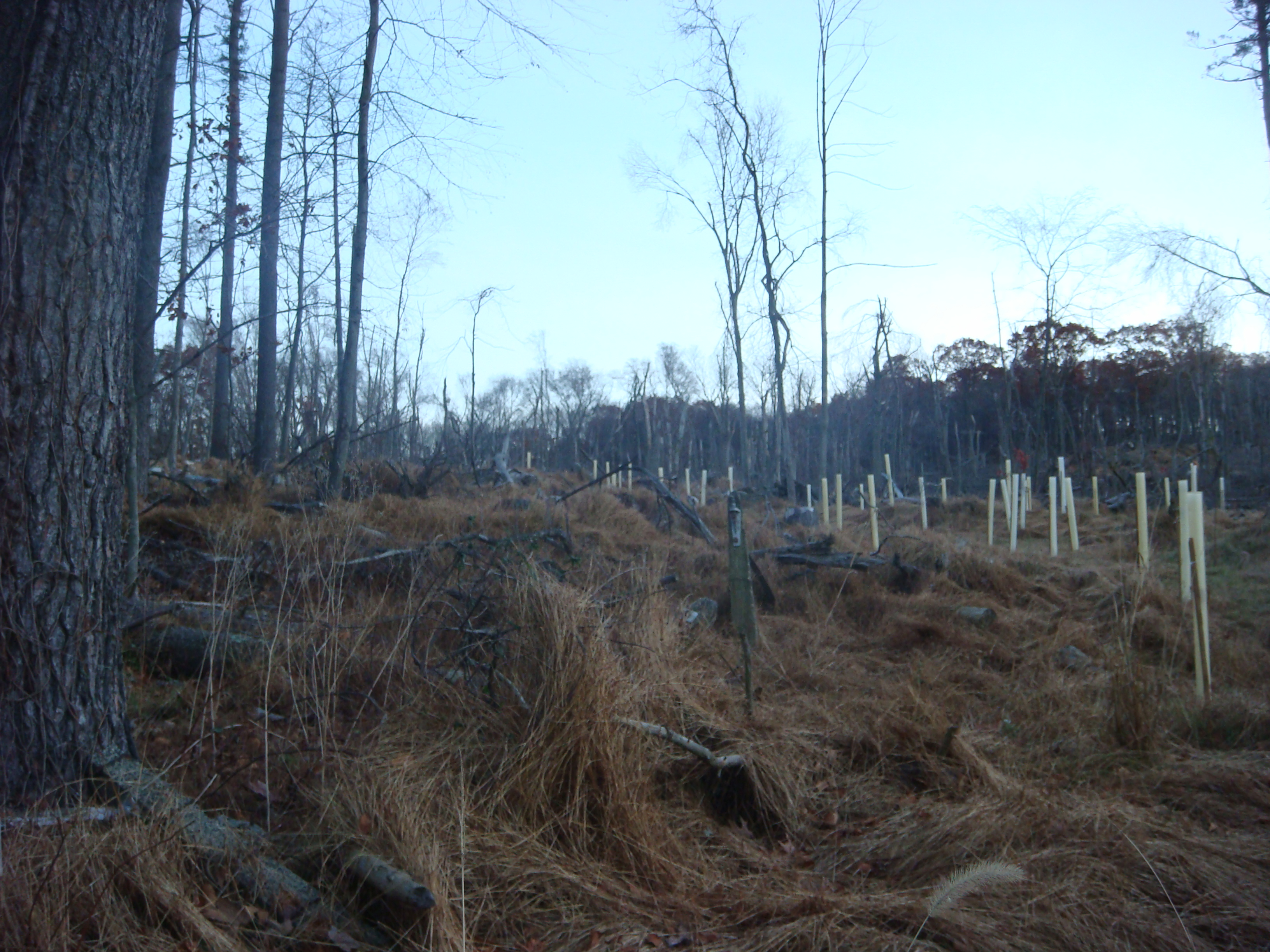
Ein Gebiet, in dem zahlreiche Bäume umgerissen wurden. Die weißen Stäbe stützen Setzlinge, mit denen das Gebiet aufgeforstet werden soll.

Als der Tornado die State Route 9A überquerte, erfasste er das Fahrzeug einer Polizeistreife. Dieses wurde mehrfach herumgewirbelt, bevor es auf den Boden zurückfiel; der sich im Fahrzeug befindliche Polizist erlitt nur leichte Verletzungen. Der Tornado zog weiter in ostnordöstliche Richtung und traf die Towns of Mount Pleasant und Hawthorne, wo er zahlreiche Bäume schädigte und geringere Bauwerkschäden anrichtete. Schäden entlang des Saw Mill River Parkway veranlassten die Behörden, einen Teil der Straße in der Nähe von Mount Pleasant zu schließen. Bäume stürzten auf Straßen und Eisenbahnschienen, sodass der Straßenverkehr behindert und der Eisenbahnverkehr der Metro-North Railroad unterbrochen wurde. Nach dem Passieren des Kensico Reservoir in Valhalla, wo nur geringer Schaden festgestellt wurde, gelangte der Tornado nach Connecticut, wo er zahlreiche Stromleitungen niederriss, wodurch etwa 10.000 Bewohner des Countys die Versorgung mit elektrischer Energie verloren. In New York wurden durch den Tornado sechs Personen leicht verletzt, der Sachschaden wurde mit 10,1 Millionen US-Dollar (2006) ermittelt.
Der sich abschwächende Tornado endete seine Wanderung innerhalb der Town of Greenwich im Fairfield County von Connecticut. Tausende von Bäumen wurden entlang der in Connecticut 3,5 km langen Zugbahn des Wirbelsturmes entweder entwurzelt oder sie brachen ab. An mehreren Bauwerken entstanden leichtere Schäden. In Greenwich unterbrach der Tornado die Stromversorgung für rund 1700 Haushalte und den Verkehr auf sechs Straßen. Der Großteil des Schadens konzentrierte sich dabei auf die nordwestliche Ecke Greenwichs. In Connecticut entstand ein Sachschaden von zwei Millionen US-Dollar (2006).

## Folgen
Infolge des Tornados erklärte der Bürgermeister von Sleepy Hollow den Ort zum Katastrophengebiet. Zweihundert Hilfskräfte waren im Einsatz, um die unmittelbaren Folgen des Sturmes zu beseitigen. Elektroinstallateure von Consolidated Edison wurden entsandt, um heruntergerissene Stromleitungen von den Straßen zu beseitigen und die Stromversorgung wiederherzustellen. Bis zum Abend des Tages nach dem Tornado wurde mit Ausnahme von etwa 600 Haushalten die Stromversorgung im gesamten Westchester County erneuert. Das Westchester County setzte einen Krisenstab ein, um rasch auf das Ereignis reagieren zu können. Zwei Tage nach dem Tornado waren die meisten Straßen geräumt und die Stromversorgung war vollständig erneuert.